# 佐馬地村
佐馬地村（さまじそん）は、徳島県三好郡にあった村。現在の三好市の北西端にあたる。

## 地理
- 山岳 ： 雲辺寺山、龍王山、天神山、峰畑山
- 河川 ： 吉野川、馬路川

## 歴史
- 1889年（明治22年）10月1日 - 町村制の施行により、馬路村・佐野村・白地村の区域をもって発足。
- 1959年（昭和34年）3月31日 - 池田町に編入。同日佐馬地村廃止。

## 交通
- 国道32号
- 国道192号

## 関連文献
- 近藤辰郎、田村左源太『佐馬地村地誌・三好郡史』公立佐馬地村教育研究会、1899年。NDLJP:766476。